# Molly Cottontail
Molly Cottontail is een stripfiguur uit de Walt Disney-verhalen. In de verhalen wordt ze meestal alleen bij haar voornaam genoemd. Ze is de vriendin van Broer Konijn en woont net als hij in het Duckstadse Bos.

## Achtergrond
Molly verscheen voor het eerst in 1946 in een verhaal in de Amerikaanse kranten. Ze maakt hier kennis met Broer Konijn die meteen verliefd op haar wordt, alhoewel ze hem in eerste instantie niet ziet staan. In dit verhaal blijkt tevens dat Molly lerares in het basisonderwijs is.
Molly komt niet heel veel voor in de verhalen. Als dat wel het geval is, is ze vaak te vinden in de winkel van Broer Wasbeer. Ook doet Molly vaak mee aan de dorpsevenementen. Ze woont net als Broer Konijn in een typisch konijnenhol.
Er gaat een gerucht dat Molly niet van wortels houdt. Ook vindt ze dat Broer Konijn niet steeds van die vervelende grappen moet uithalen met Bruin Beer. Zijzelf en Broer Konijn worden af en toe ook gevangengenomen door Rein Vos en Bruin Beer en soms zelfs in de kookpot gestopt. Meestal bedenkt Broer Konijn echter een list om te ontsnappen. Hun avonturen lopen dan ook over het algemeen goed af.